# Piła IV
Piła IV (ang. Saw IV) – amerykański film z gatunku horror/thriller/gore, którego premiera odbyła się 26 października 2007 roku w USA. Reżyserem filmu jest Darren Lynn Bousman.
Dozwolone od 18 lat.

## Fabuła
Policjant Rigg zostaje wciągnięty w ostatnią grę umierającego Jigsawa. Aby uratować swoich porwanych przez zabójcę kolegów, musi wykonywać zlecone przez niego zadania. Jego śladem podąża agent Peter Strahm.

## Obsada
- Tobin Bell – John Kramer / Jigsaw
- Costas Mandylor – Mark Hoffman
- Betsy Russell – Jill Tuck
- Shawnee Smith – Amanda Young
- Scott Patterson – Agent Peter Strahm
- Lyriq Bent – Rigg
- Athena Karkanis – Agentka Lindsay Perez
- Donnie Wahlberg – Eric Matthews
- Louis Ferreira – Art Blank
- Sarain Boylan – Brenda
- Marty Adams – Ivan Landsless
- Billy Otis – Cecil Adams
- Janet Land – Morgan
- Ron Lea – Rex
- Kevin Rushton – Trevor
- Angus Macfadyen – Jeff Denlon
- Bahar Soomekh – Lynn Denlon
- Dina Meyer – Detektyw Allison Kerry
- Emmanuelle Vaugier – Addison Corday
- Tony Nappo – Gus Colyard
- Noam Jenkins – Michael Marks
- Julian Richings – włóczęga